# Veto popular
Veto popular é um instrumento da democracia direta por meio do qual o povo pode vetar uma lei já aprovada.
Apesar de não estar previsto na Constituição Federal, o veto popular deriva dos princípios constitucionais, especialmente do Princípio da Soberania Popular, estabelecido no artigo 1º, parágrafo único, da Constituição Federal. Desse modo, algumas Leis Orgânicas Municipais elencam o veto popular entre seus instrumentos de participação popular. 

## História
O veto popular é assunto no Brasil, pelo menos, desde 1985 com Afonso Arinos e Fernando Lyra. Foi discutido na Assembleia Constituinte de 1987, pela 4ª Subcomissão do Sistema Eleitoral e Partidos Políticos. O Sr. João Amazonas discorre sobre o veto popular como uma forma democrática em que o povo exerce seu poder sobre as Casas do Congresso, sendo necessário um determinado número de ações populares para que uma lei já votada vá a referendo popular podendo ser vetada. E justifica o instrumento do veto popular informando que naquela época já era sabido e observado que muitos parlamentares vão às ruas, apresentam projetos que representam o sentimento da população, mas, na prática, ao assumir o mandato, defendem justamente o inverso do que propagaram nas ruas. E que essa é uma forma de o povo cobrar dos congressistas repudiando determinadas proposições propostas por aqueles que traem a consciência política. Isto no sétimo parágrafo de seu discurso para a Subcomissão.
Existe na Suíça desde o ano de 1831 sob inspiração da constituição francesa de 1793. De acordo com Maria Victoria de Mesquita Benevides em seu livro "A Cidadania Ativa: referendo, plebiscito e iniciativa popular", veto popular pode ser entendido como referendo revocatório, como existe na Itália. Este instrumento foi previsto na Comissão de Sistematização e foi discutido em plenário para ser adicionado à Constituição, mas foi derrubado no segundo turno.
E, mesmo atualmente (2009), ainda há tentativas de colocar o veto popular como uma ferramenta ativa, como pode ser visto em sessões no Senado. Sendo a última tentativa feita na CCJ a PEC 21/2015 que altera o 14º artigo da Constituição para adicionar o recall e o veto popular. Em 2 de Agosto de 2020 o Projeto ainda está em tramitação.

## Discordâncias
Paulo Bonavides, no livro Curso de Direito Constitucional, diferencia referendo e veto popular por aquele precisar ser ratificado ou vetado pelo povo. Já este tem um processo retroativo e seria como se a lei original não houvesse existido.
Dalmo Abreu Dallari, no livro Elementos de Teoria Geral do Estado, faz um paralelo com o referendo adicionando o veto popular como um subconjunto daquele. Como usado pelos estadunidenses que o chamam de mandatory referendum.

## Uso do veto popular
A primeira vez que o veto popular foi utilizado no Brasil se deu em Fortaleza/CE para o veto à construção de obras situadas numa distância de até 500 metros dos limites da área referente ao Parque Ecológico do Cocó.
Em 2016, a população da capital sergipana iniciou uma campanha para utilizar o veto popular contra a Lei Municipal que reajustou o valor da tarifa de ônibus em Aracaju/SE. No dia 22 de Dezembro de 2015, foi publicada a Lei Municipal nº 4.727/15 (alvo do veto popular), aprovada pelo voto favorável de 11 (onze) Vereadores contra 10 (dez) e sancionada pelo Prefeito de Aracaju, que majorou a tarifa do transporte por ônibus em 14,81% (de R$ 2,70 para R$3,10). Na Lei Orgânica do Município de Aracaju, para o veto popular ser exercido, deve ser subscrito por, no mínimo, 5% de eleitorado municipal. A Lei Municipal de Aracaju que disciplina o uso do veto popular é a Lei Municipal 3037/02.
A Associação Nacional das Empresas de Transportes Urbanos (NTU) entrou com processo no STF alegando inconstitucionalidade do veto popular de acordo com o artigo 14 da Constituição, em que, supostamente, o povo só poderia exercer sua soberania por meio do voto, do plebiscito e do referendo, mas não do veto popular. No entanto o Ministro Alexandre de Moraes extinguiu a Arguição de Descumprimento de Preceito Fundamental (ADPF) 385 verificando assim a constitucionalidade do veto popular.